# 헤이조궁

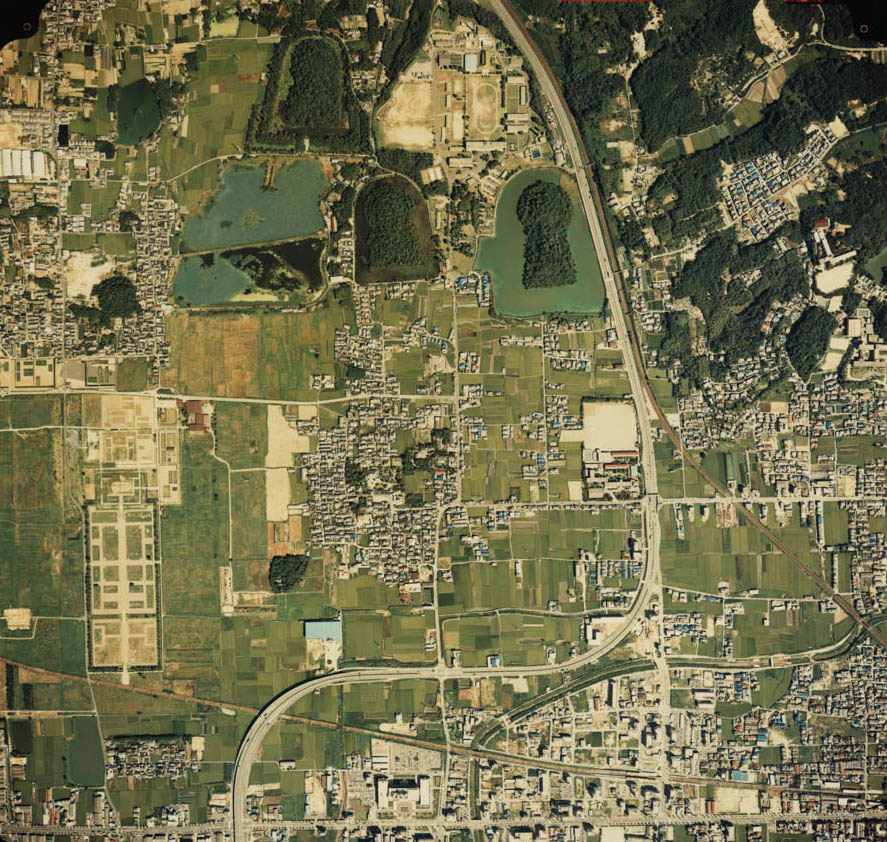
나라 시의 위성 사진, 왼쪽이 예전의 황궁터이다

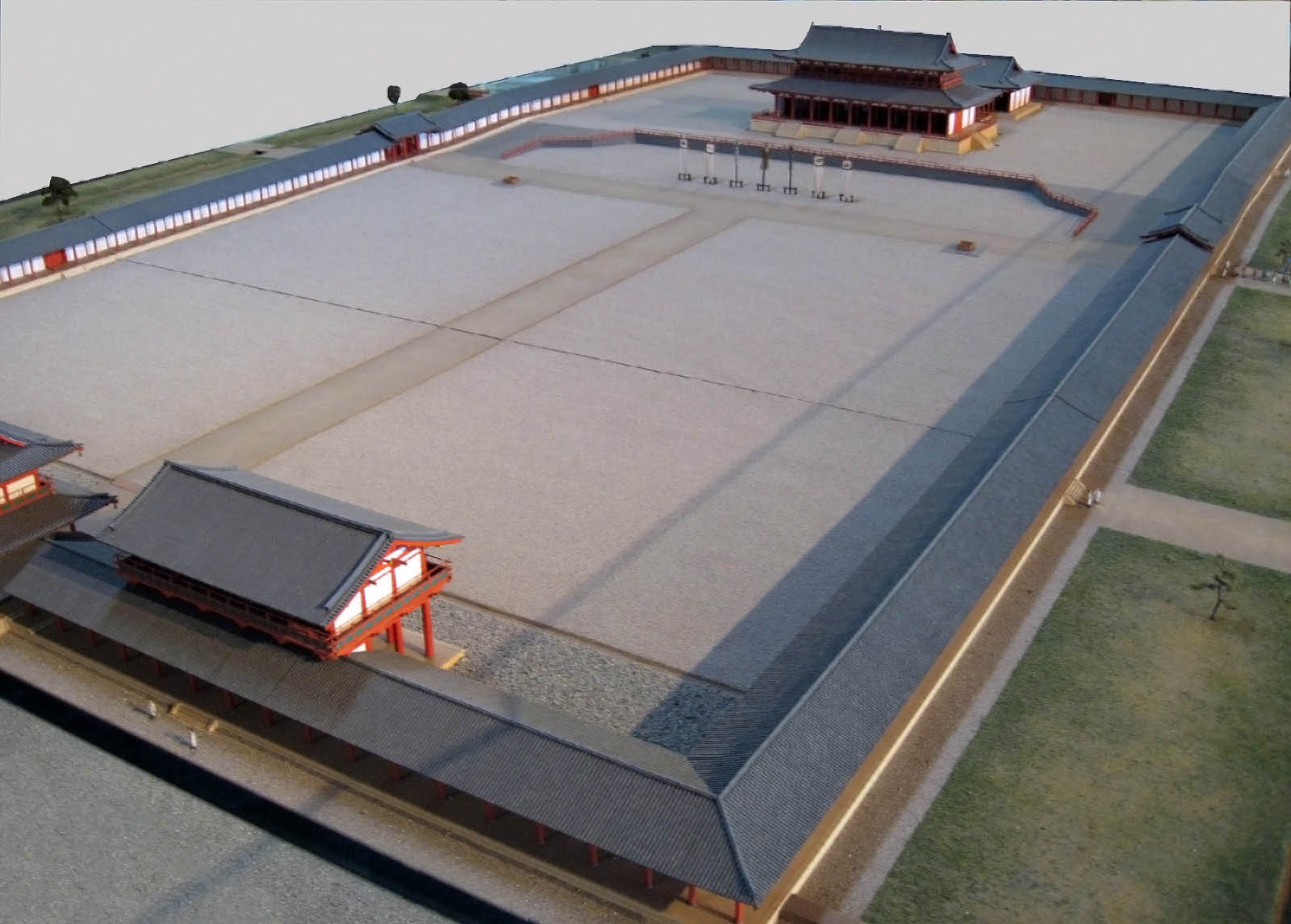
평성궁 중앙조당원의 모형

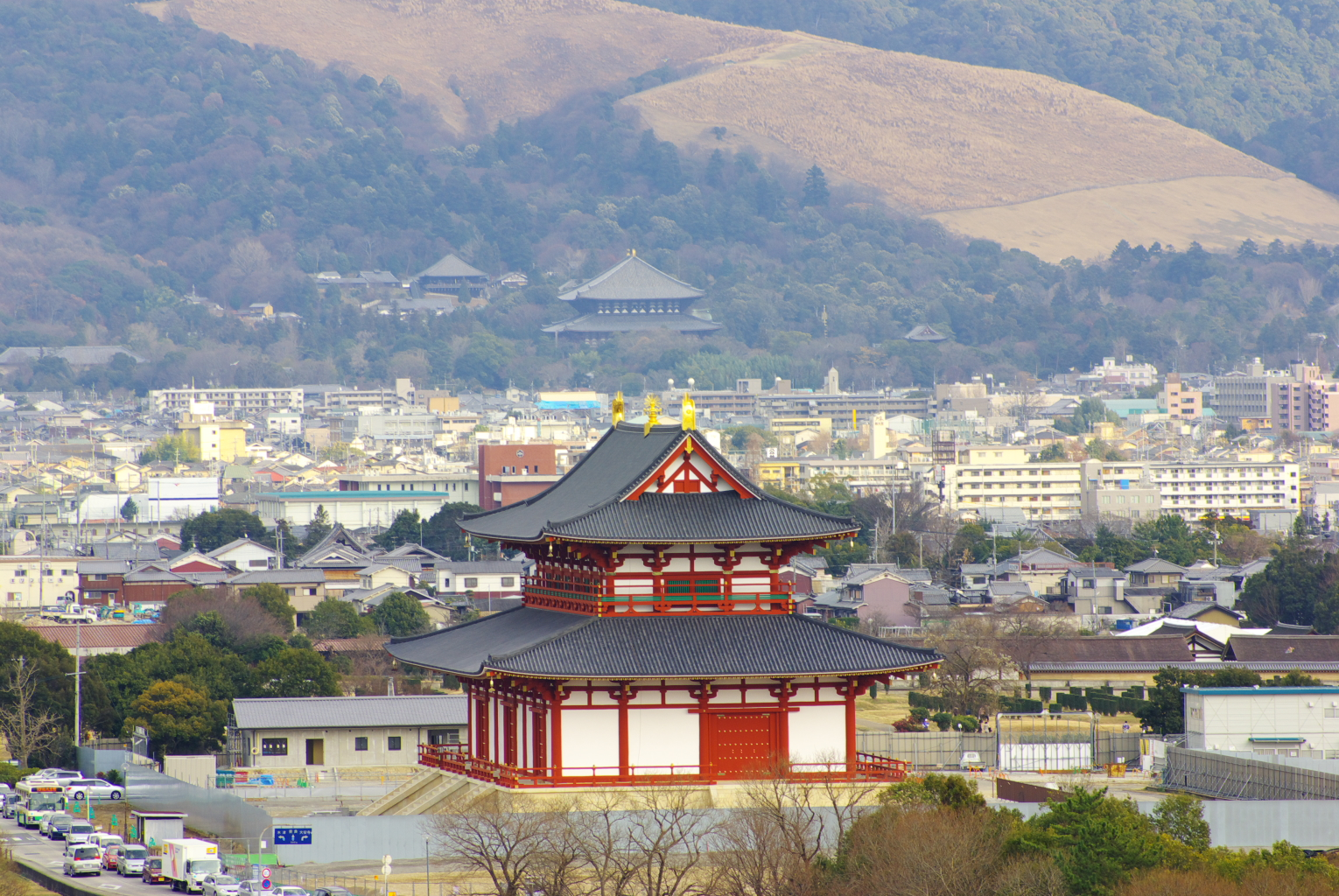
재건 공사중인 1차 채극전

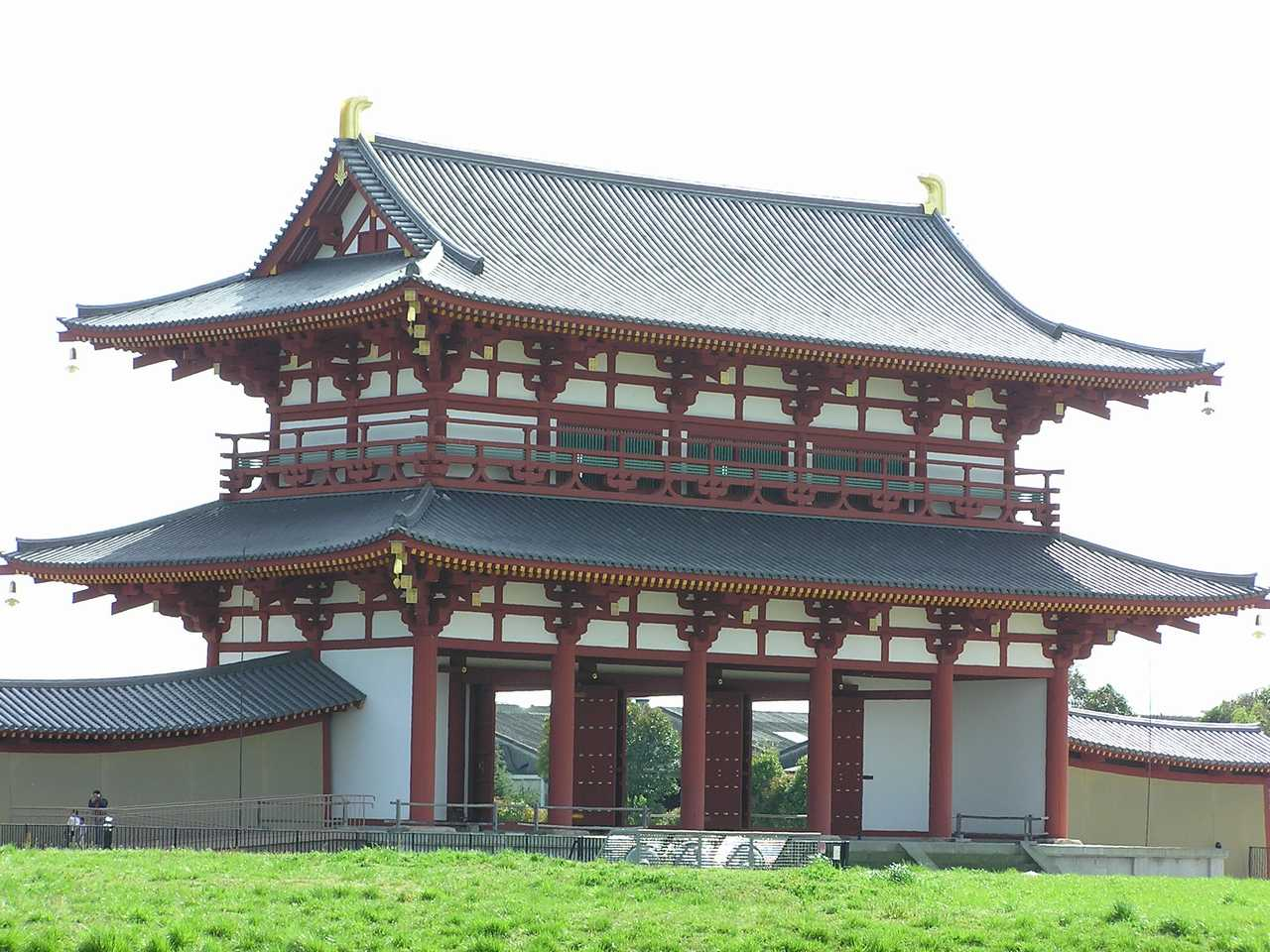
재건된 주작문

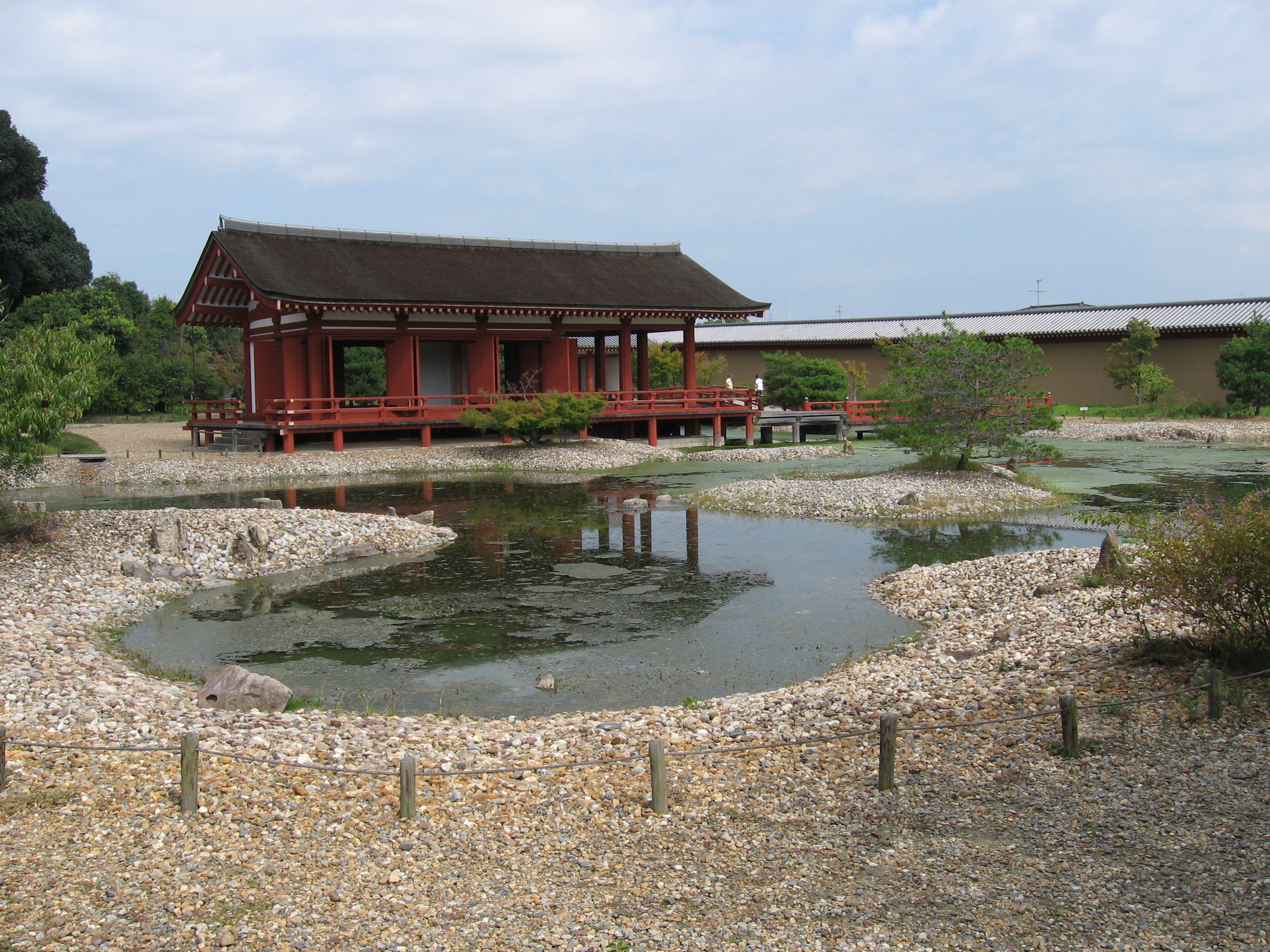
재건된 동원 정원

평성궁(平城宮/헤이제이쿠)은 나라의 고도 헤이조쿄의 헤이안 시대의 대궐 구역이다. 1998년 12월, 고도 나라의 문화재로서, 도다이지 등과 함께 세계 문화유산에 등록되었다. 이는 고고유적으로서는 일본 최초이다.

## 역사
헤이조쿄(平城京)의 북단에 위치해서 천황이 거주하는 다이리(内裏) 즉 내정(内廷)과 의식이 거행되는 조당원(朝堂院), 관리들이 집무를 행하는 관아(官衙)라 불리는 외조(外朝)로 이루어져 약 120ha의 면적을 점유하고 있었다. 주변은 5m 정도의 큰 담이 둘러져 있었고 주작문(朱雀門)을 비롯해서 호족의 성씨에서 그 이름을 따온 12개의 문이 설치되어 관리들은 각자의 문으로 드나들었다. 동단에는 동원정원(東院庭園)이 위치해서 연회 등이 벌어졌다. 이 동원정원은 오늘날의 일본 정원의 원형이 되었다.
다만 헤이조쿄에 수도를 두고 있었던 70여 년 정도의 사이에 몇 번이나 대규모의 개축이 실시되었고, 그 사이에 헤이조쿄 내부의 구조에 변화도 있었는데 그것이 훗날의 연구자들에게는 별로 인식되지 않아 실제로 본격적인 발굴이 실시되기까지 잘못된 추정을 하는 원인이 되기도 하였다.
엔랴쿠(延暦) 3년(784년) 나가오카쿄(長岡京)로 천도하고 그 뒤에 헤이제이 천황(平城上皇)이 대극전(大極殿, 제1차) 터에 새로운 궁(헤이제이 서궁平城西宮)을 지어 거주하기도 하였는데, 헤이안쿄(平安京)의 수도로써의 지위가 확정되고 나서는 방치되어 차츰 농지로 변모해갔다. 그럼에도 헤이조쿄가 있던 나라는 이후에도 남도(南都)라 불리며 '본래의 수도는 나라'라는 인식이 존재하였다.
가에이(嘉永) 5년(1852년) 부교도코로(奉行所)의 관리였던 기타우라 사다마사(北浦定政)가 《평성궁대내리적평할지도》(平城宮大内裏跡坪割之図)를 저술해 헤이조쿄의 터를 추정하였다. 메이지 시대에 건축사가(建築史家)인 세키노 다다시(関野貞)는 논 가운데 있는 작은 풀밭이 대극전(제2차)의 기단이라는 사실을 발견하고 1907년(메이지 40년) 《평성궁급대내리고》(平城京及大内裏考)를 당시 나라신문(奈良新聞)에 발표한다. 다만 세키노 다다시의 연구는 대극전(제1차)의 구니노쿄(恭仁京)로 이전한 것을 포함해 헤이제이쿠의 거듭된 개축 사실을 인식하지 않은 상태에서 대극전(제1차)을 다이리의 유구로 오인한 것으로 중궁(中宮, 중궁원中宮院이라고도 하며 쇼무聖武 ・ 준닌淳仁 두 천황의 거처였다)를 무조건 다이리의 별칭으로 해석해서 다이리 위치를 오인한 바람에 실제 다이리 구역에 대해서는 전혀 관심을 기울이지 않는 것 등, 오늘부터 보면 문제가 되는 부분을 포함하고 있었다.
이 연구기사가 계기가 되어 다나다 요시주로(棚田嘉十郎) ・ 미조베 분시로(溝辺文四郎) 등이 중심이 되어 헤이제이쿠 유적 보존 운동이 일어났다. 1921년(다이쇼 10년) 헤이제이쿠 유적의 중심부 지역이 민간 기금으로 매수되어 국가에 기부되었다. 그 뒤 「헤이제이쿠 터」(平城宮址)는 1922년(다이쇼 11년)에 일본의 국가사적으로 지정되었다(훗날 특별사적이 된다). 이때 우에다 산키치(上田三吉)를 중심으로 발굴 작업이 실시되어 대극전(제2차)의 북쪽(그러니까 실제 다이리 구역)에도 유구가 있었음이 확인되었다. 다만 우에다도 이것이 다이리의 일부일 것이라고는 인식하지 못하였다. 1928년(쇼와 3년)에도 기시 구마키치(岸熊吉)의 발굴조사로 오늘날에는 다이리 동쪽 큰 도랑으로써 알려져 있는 부분이 발굴되었는데 기시도 이 유적이 다이리와의 관련성에 주의를 기울이지 않았다.
대규모 발굴조사는 그 뒤에도 1953년과 1955년에 실시되었고, 다이리에 대한 세키노 다다시의 설의 오류를 지적하면서 정확한 다이리의 위치를 추정한 것은 1960년 나라국립문화재연구소(奈良国立文化財研究所)의 발굴조사에 참가했던 구도 게이쇼(工藤圭章)였다. 패전 뒤에 「시/아토」(址)라는 단어는 상용한자가 아니었기 때문에 「헤이제이쿠 유적」(平城宮跡)으로 표기되고 있었다. 1960년대 긴테쓰 전철(近鉄電車) 검차고(検車庫) 문제와 일본의 국도건설 문제에 대한 두 차례의 국민적 보존운동이 일어났다. 오늘날에는 거의 본래의 헤이제이쿠 유적지가 지정되어 보존되고 있다.
한편 도쇼다이지(唐招提寺) 강당(講堂, 일본의 국보이다)은 헤이제이쿠의 조도인 건물이었던 동조집전(東朝集殿)을 옮겨 지은 것으로 알려져 있다. 맞배지붕이었던 것을 팔작지붕으로 바꾸는 등 가마쿠라 시대(鎌倉時代) 양식으로 개조한 부분도 있지만 헤이제이쿠 시절로부터 내려오는 거의 유일한 건축 유구로써 귀중하다.
또한 2015년에는 헤이안쿄 다이다이리(大内裏)의 풍락원(豊楽院)에서의 발굴조사를 통해 풍락원(풍락원 중심시설)의 규모가 헤이제이쿠 제2차 대극전과 일치한다는 것이 판명되어 제2차 대극전은 헤이안쿄로 옮겨 지었을 것이라는 설도 제기되었다.